# الإعاقة في تايوان
اعتبارًا من عام 2007، كان هناك نحو مليون شخص يعانون من إعاقات جسدية وعقلية بدرجات متفاوتة في تايوان. وفي عام 1995، اعتمدت تايوان نظام رعاية صحية شامل بهدف دعم المرضى بشكل مناسب وضمان وصول أكثر شفافية لكافة المواطنين، بما في ذلك الأشخاص ذوو الإعاقة. وقد شهدت البلاد تطورًا ملحوظًا في تعزيز دعمها لهذه الفئة، من خلال تطبيق نموذج اجتماعي للرعاية الطبية يديره المجلس التنفيذي. يشمل هذا الإطار الشامل الجوانب القانونية، والمرافق العامة، والتعليم الصحي. كما توفر تايوان برامج متنوعة لدعم الفئات المحرومة أو ذوي الإعاقات، تتضمن الإعانات، والقروض، وخطط الضمان والرعاية الخاصة للفئات الضعيفة طبيًا. ويلعب التقدم في نظام الرعاية الصحية والتزام الحكومة التايوانية دورًا محوريًا في تحسين جودة الحياة للأشخاص ذوي الإعاقة.

## تاريخ

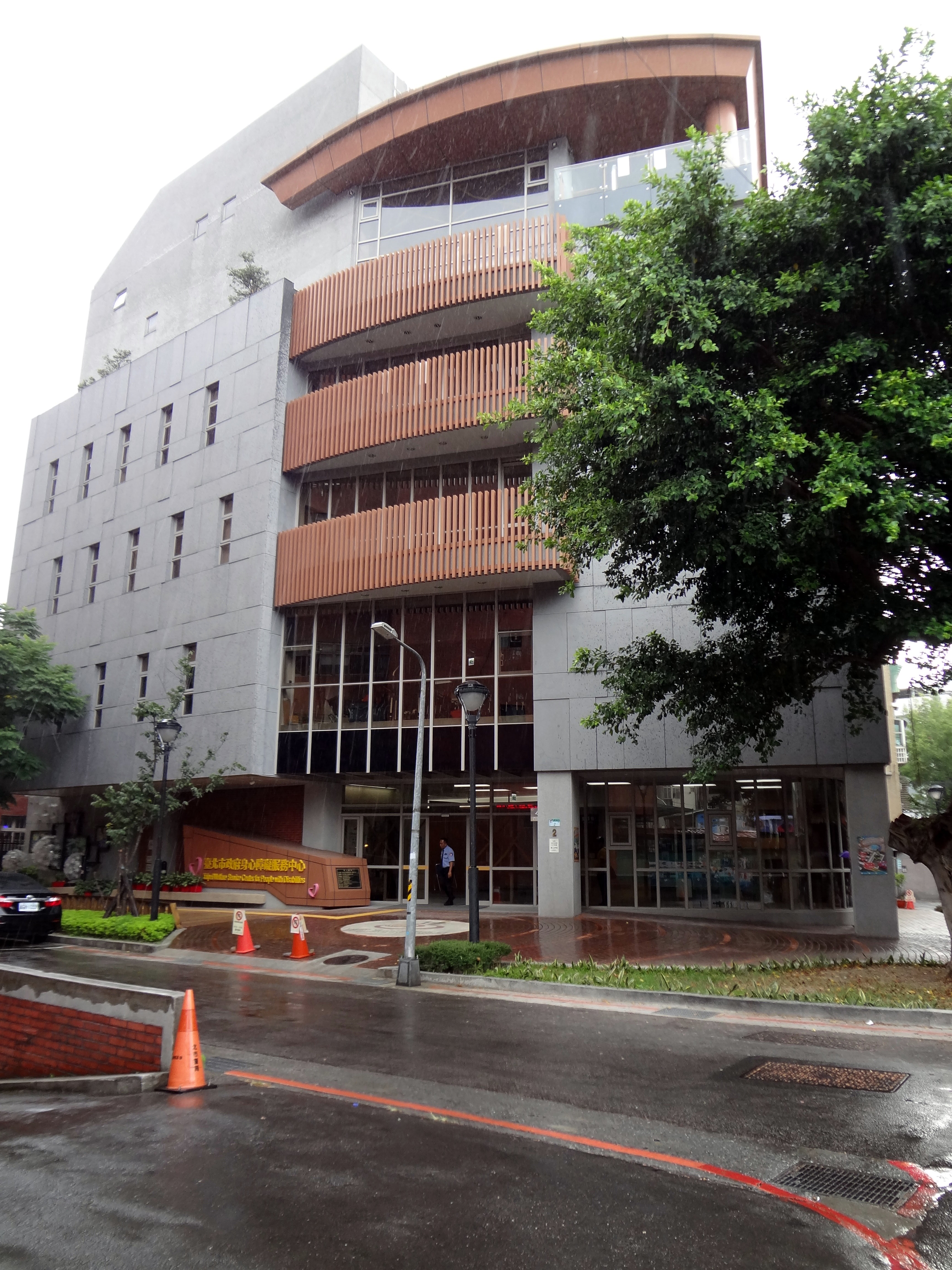
مركز تايبيه لخدمات الرعاية للأشخاص ذوي الإعاقة في تايبيه.

قبل ثمانينيات القرن العشرين، كان المصطلح الذي يشير إلى الأشخاص ذوي الإعاقة يُترجم إلى "إعاقة عديمة الفائدة ولا قيمة لها". ولم تكن الحكومة مسؤولة عن تقديم الدعم أو التمويل للأشخاص ذوي الإعاقة. وكانت الأسر والمنظمات غير الربحية الخاصة مسؤولة عن دعم الأشخاص ذوي الإعاقة. ولكن لم تكن هناك أي تنظيمات لهذه المؤسسات، حيث كان بعضها غير إنساني، وكانت جودة الخدمة فيها مشكوك فيها. ومع ذلك، ومع خضوع تايوان للتصنيع، أُجبرت الأمهات على دخول سوق العمل ولم يعد بإمكانهن إعالة أطفالهن ذوي الإعاقة. أُجبرت المرافق التي كانت موضع تساؤل في السابق على الإصلاح لتصبح مناسبة لرعاية الأطفال ذوي الإعاقة. وبالإضافة إلى ذلك، أصدرت الأمم المتحدة في عام 1975 "إعلان حقوق الأشخاص ذوي الإعاقة" الذي أجبر الحكومة على إصلاح سياستها الأصلية المتعلقة بالإعاقة. أصبحت سياسات الإعاقة التايوانية متأثرة بشكل كبير بالقوانين واللوائح الدولية المتعلقة بالإعاقة. منذ الإصلاح الأول لسياسة الإعاقة حتى عام 2007، أصبح النموذج الطبي هو المعيار لتقييم الإعاقة. 

## قانون
في عام 1980، صدر قانون الرعاية التايواني للمعوقين والمعاقين والذي أدرج جميع أنواع الإعاقة. في عام 2006، اعتمدت تايوان اتفاقية حقوق الأشخاص ذوي الإعاقة لتعزيز حماية حقوق الإنسان للأشخاص ذوي الإعاقة. صدر قانون حماية حقوق الأشخاص ذوي الإعاقة في يوليو 2007. عُدل قانون إمكانية الوصول في تايوان في عام 2008 للمباني لتوفير المزيد من إمكانية الوصول للأشخاص ذوي الإعاقة. عُدل قانون انتخاب واستدعاء المسؤولين العموميين في 26 نوفمبر 2008 لضمان أن يكون أي مكان اقتراع خاليًا من العوائق أو مزودًا بأدوات أو مرافق إضافية إذا لم يكن هذا المكان موجودًا.

### فوائد
يحق للأشخاص ذوي الإعاقة في تايوان (باستثناء الأشخاص ذوي الإعاقة من حاملي الجنسية الأجنبية) الحصول على إعانات ومزايا واسترداد ضريبة القيمة المضافة على المسكن واسترداد ضريبة الدخل اعتمادًا على مستوى إعاقتهم.

### توظيف
لا يجوز لأي صاحب عمل التمييز ضد أي مرشح من ذوي الإعاقة أو رفض التوظيف بسبب إعاقته. يجب على الشركات الخاصة توظيف شخص واحد على الأقل من ذوي الإعاقة لكل 67 شخصًا يعملون لديها. اعتبارًا من سبتمبر 1998، حققت مقاطعة ليينتشيانغ أفضل أداء في تلبية حصة التوظيف هذه بين جميع البلديات والمدن والمقاطعات في تايوان. تبلغ نسبة البطالة بين الأشخاص ذوي الإعاقة في تايوان 14.7%، وهو ثلاثة أضعاف نسبة البطالة بين عامة السكان والتي تبلغ 4.99%.

## المرافق العامة

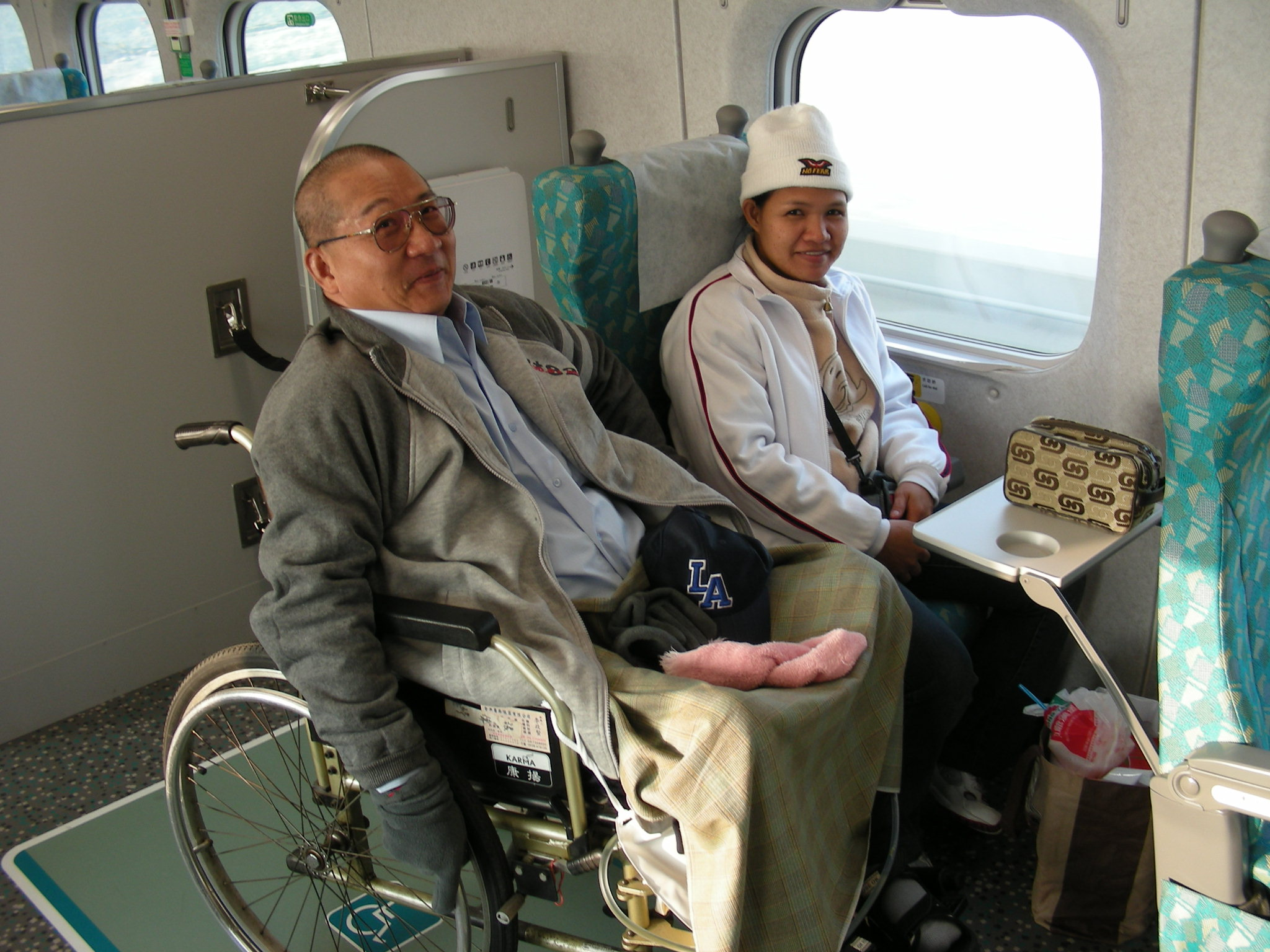
مقعد مناسب لذوي الاحتياجات الخاصة في عربة قطار تايوان عالي السرعة.

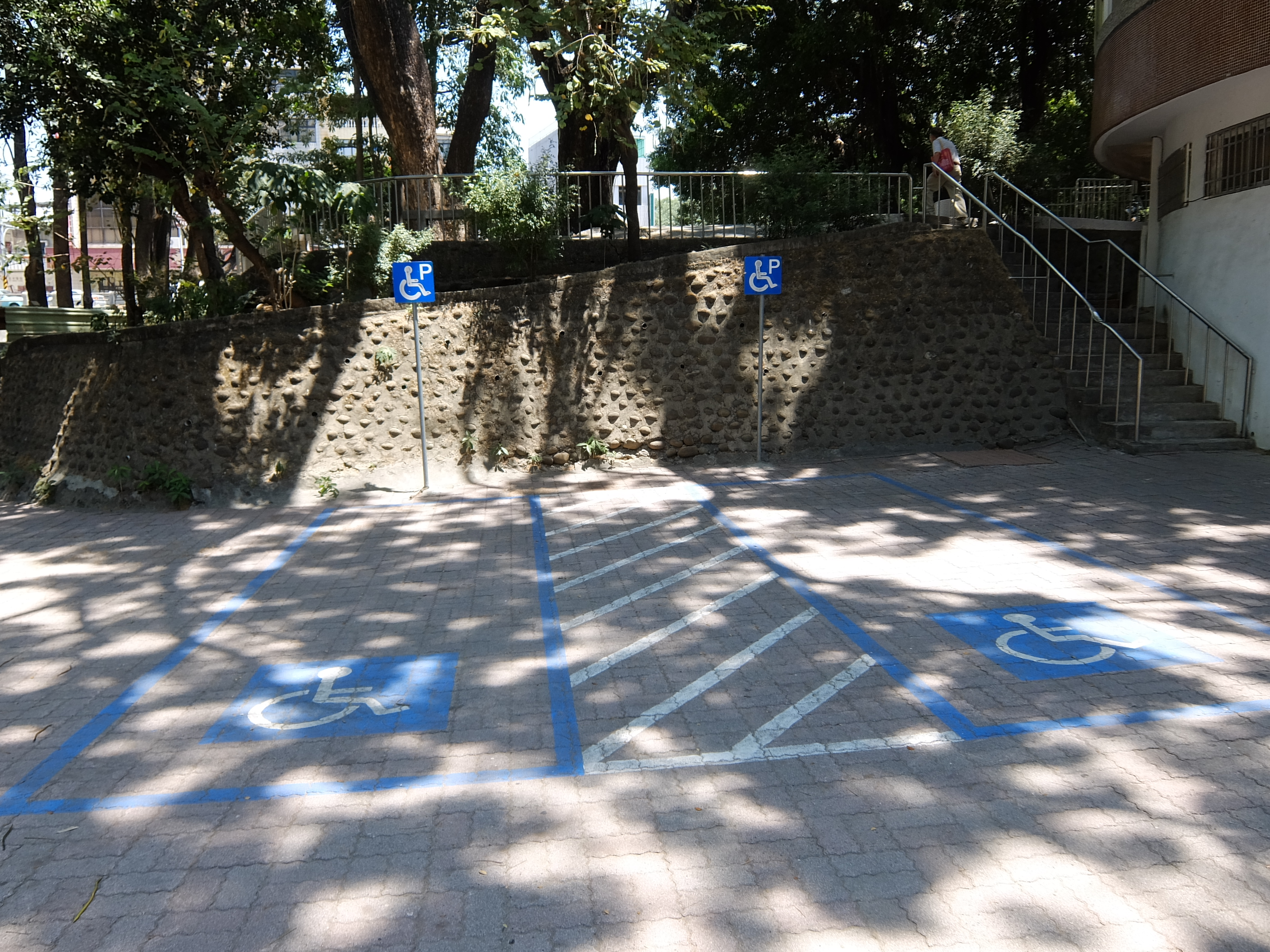
موقف سيارات مخصص للمعاقين فقط في متحف علوم الأطفال في تاينان.

### مواصلات

#### هواء
توفر المطارات موظفين لمساعدة الأشخاص ذوي الإعاقة مجانًا طوال الرحلة من تسجيل الوصول حتى استلام الأمتعة.

#### السكك الحديدية
جميع مترو الأنفاق وقطارات الأنفاق والسكك الحديدية عالية السرعة في تايوان مجهزة بإمكانية الوصول للأشخاص ذوي الإعاقة.

#### طريق
جُهزت الحافلات العامة الجديدة في تايبيه بمداخل للكراسي المتحركة ومناطق مخصصة لذلك. معظم إشارات المرور مجهزة بإشارة صوتية للأشخاص ضعاف البصر.

### انتخابات
جُهزت مراكز الاقتراع بمداخل خالية من العوائق. وفي حالة عدم توفر مثل هذه المرافق، يُستخدم الأدوات ذات الصلة لمساعدة الأشخاص ذوي الإعاقة في الإدلاء بأصواتهم.

## تعليم
وفقًا لتقرير تعداد الأشخاص ذوي الإعاقة، يبلغ عدد طلاب المدارس الابتدائية والإعدادية 107,450 طالبًا أو 3% من إجمالي عدد طلاب المدارس الابتدائية والإعدادية هم طلاب من ذوي الإعاقة. بعد اعتماد مقياس الأداء لنظام تقييم الإعاقة - نسخة الطفل (FUNDES-Child) في عام 2007، تحول التركيز على إعاقة الطفل. طور برنامج FUNDES-CHILD بهدف تحديد موقع الأطفال في الدولة من أجل تقديم سياسة خدمة جديدة طورت وفقًا لإطار التصنيف الدولي للعمل والإعاقة والصحة: إصدار الأطفال والشباب. لقد حُسن تعريف الإعاقة ليشمل أكثر من الإعاقات المرتبطة بالصحة والجسد. في دراسة لتحديد الأطفال والفجوة بين الاستقلال والتردد، حيث يعني الاستقلال قدرة الطفل أو ما "يمكنه فعله" والذي يتعلق التردد بمدى قدرته على تنفيذ مهمة أو ما "يفعله" الطفل، أظهر الأطفال الذين يعانون من شدة خفيفة في تايوان قيودًا أكثر على التردد. وفي دراسة أخرى، أظهر الأطفال ذوو الإعاقة الفكرية المزيد من علامات "العدوان، والسلوك المؤذي للذات، أو الشكاوى الجسدية" ولكن ليس علامات " الاكتئاب وشكاوى القلق".

### السياسات
هناك سياسات منفصلة للأطفال والكبار. أحد السياسات الموجهة للطلاب ذوي الإعاقة هو قانون التعليم الخاص في تايوان لعام 2013 لتوفير قوانين التعليم الخاص.  قبل صدور قانون التعليم الخاص في تايوان عام 2013، كان هناك أول مركز لتنمية الأطفال تأسس في عام 1981 للطلاب ذوي الإعاقات الذهنية. ومع ذلك، لا توجد لوائح خاصة بالأطفال دون سن الثانية، حيث تسمح اللوائح فقط للطلاب في سن المدرسة بالاستفادة من خدمات التعليم الخاص. يتعين على المؤسسات التعليمية استيعاب وتلبية احتياجات جميع الطلاب، وتوفير التسهيلات اللازمة والتكنولوجيا المساعدة والحرم الجامعي الذي يمكن الوصول إليه. ومن السياسات الأخرى التي تخص الأطفال ذوي الإعاقة قانون حماية حقوق الأشخاص ذوي الإعاقة في تايوان لعام 2013. الأطفال محميون من قانون مكافحة التمييز. ومن خلال زيادة الدعوة لحقوق الإنسان وحركة الحقوق المدنية للأشخاص ذوي الإعاقة، نجحت تايوان في تحسين حقوق الأشخاص ذوي الإعاقة من خلال إنشاء مجتمعات أكثر شمولاً وزيادة الفرص للطلاب ذوي الإعاقة.

### المدارس

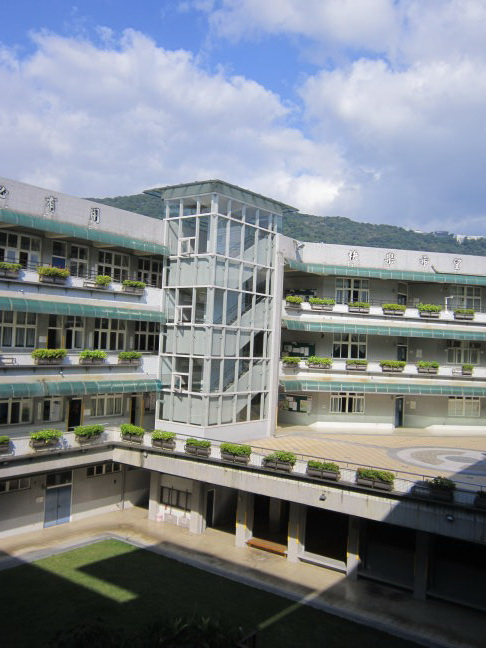
مدرسة تايبيه للمكفوفين في شيلين، تايبيه

هناك 20 مدرسة خاصة في تايوان مخصصة للطلاب المكفوفين، أو الصم، أو المعاقين جسديًا، أو المعاقين ذهنيًا. يمكن للطلاب استخدام الحافلة أو العيش داخل مباني المدرسة. أما بالنسبة للأشخاص ذوي الإعاقات الشديدة، فسيقوم المعلمون الزائرون بزيارتهم في المستشفيات أو المنازل.

### ميزانية
اعتبارًا من عام 1999، بلغت ميزانية التعليم الخاص من قبل وزارة التعليم 3.58 مليار دولار تايواني. كما تقوم الوزارة بدعم المنظمات الخيرية الخاصة التي تساعد الأشخاص ذوي الإعاقة.

## المنظمات
المنظمات غير الربحية في تايوان التي تعمل على تعزيز الوعي والمساعدة للأشخاص ذوي الإعاقة هي:
- مؤسسة الأطفال هم نحن
- جمعية الوصول للجميع في تايوان[16]
- منظمة United Way of Taiwan، تأسست عام 1990[17]